# Kovács Zsófia (tornász)
Kovács Zsófia (Dunaújváros, 2000. április 6. –) Európa-bajnok magyar tornásznő, olimpikon.

## Sportpályafutása
A 2014-es ifjúsági Európa-bajnokságon összetettben a 19. helyen végzett. A 2016-os előolimpián olimpiai indulási jogot szerzett Magyarország részére. A 2016-os dohai világkupa-versenyen harmadik volt talajon, negyedik ugrásban, gerendán és felemáskorláton. A 2016-os Európa-bajnokságon csapatban nyolcadik, felemás korláton az ötödik, míg ugrásban a hetedik helyezést ért el. Ezzel az eredményével ő kapta meg az olimpiai indulás lehetőségét. Az olimpián talajon 64., ugrásban 13., felemáskorláton 24., gerendán 72., összetettben 33. volt.
A 2017-ben a dohai vk versenyen felemáskorláton második, talajon negyedik volt. A Kolozsváron megrendezett Európa-bajnokságon egyéni összetettben ezüstérmet szerzett. 2017 szeptemberében a Nemzetközi Torna Szövetség (FIG) által rendezett Challenge világkupa-sorozat szombathelyi állomásán ezüstérmet szerzett felemáskorláton. A 2017-es vb-n összetettben 29., ugrásban 79., felemáskorláton 20., gerendán 44., talajon 78. helyen végzett. A 2018-as Európa-bajnokságon hasizomsérülés miatt nem indult. Májusban az eszéki vk versenyen talajon szerzett ezüstérmet. A szeptemberben Szombathelyen megrendezett világkupa-versenyen gerendán aranyérmes lett. Az év végi világbajnokságon 20. helyen végzett egyéni összetettben. A 2019-es Eb-t lábfájdalmai miatt kihagyta. Júniusban a koperi vk versenyen gerendán és felemáskorláton is első lett. A 2019-es világbajnokságon az összetett 30. helyezésével olimpiai kvótát szerzett.
A 2020-as, Mersinben rendezett Európa-bajnokságon felemáskorláton és ugrásban is aranyérmet szerzett. Csapatban (Bácskay Csenge, Böczögő Dorina, Kovács, Makovits Mirtill, Székely Zója) bronzérmes volt.
A koronavírus-járvány miatt 2021 nyarára halasztott tokiói olimpián egyéni összetettben 16. helyen zárt, és az országonkénti két versenyzős szabálynak köszönhetően végül 11. helyen jutott be a döntőbe. Talajon 48., felemáskorláton 14., gerendán 29. lett, míg ugrásban rontott és helyezetlenül zárt. Az egyéni összetett döntőjében felemás korláton 14,233 pontot kapott gyakorlatára, amely a legjobb volt a mezőnyben, holtversenyben a kínai Tang Hszi-csing eredményével. Az ezt követő gyakorlatok közül gerendán rontott, talajon 12,600, ugrásáért pedig 14,500 pontot kapott így összesítésben a 14. helyen végzett 53,433 összpontszámmal. A 2021-es világbajnokságon felemáskorláton ötödik helyezést szerzett.
A 2022-es Európa-bajnokságon kilencedik lett összetettben, első ugrásban, nyolcadik talajon. Csapatban (Mayer Gréta, Makovits, Bácskay, Székely) hetedik helyen végzett. 2023 szeptemberében elülső keresztszalag-szakadást szenvedett.
A 2024-es párizsi olimpiáról térdsérülés miatt maradt le.

## Díjai, elismerései
- Az év magyar tornásza: 2016,[27] 2017,[28] 2019,[29] 2020,[30] 2021,[31] 2022,[32] 2023[33]